# Rio Corboşeşti
O Rio Corboşeşti é um rio da Romênia, afluente do Sbârcioara, localizado no distrito de Braşov.